# Trechus muscorum
Trechus muscorum is een keversoort uit de familie van de loopkevers (Carabidae). De wetenschappelijke naam van de soort is voor het eerst geldig gepubliceerd in 1998 door P. Moravec et Wrase.